# Ahmed Baly
Ahmed Al-Said Hussain Baly (arab. احمد السيد حسين بالي ;ur. 3 lutego 1976) – egipski judoka. Olimpijczyk z Sydney 2000, gdzie odpadł w eliminacjach w wadze ciężkiej.
Startował w Pucharze Świata w 1998. Srebrny medalista mistrzostw Afryki w 1998 i brązowy w 2000 roku.

## Letnie Igrzyska Olimpijskie 2000
| Konkurencja | Eliminacje            | Klas. końcowa |
| Konkurencja | Przeciwnik I          | Miejsce       |
| ----------- | --------------------- | ------------- |
| +100 kg     | Ernesto Pérez (ESP) P | 1 runda.      |